# Великий звід законодавства Сполучених Штатів

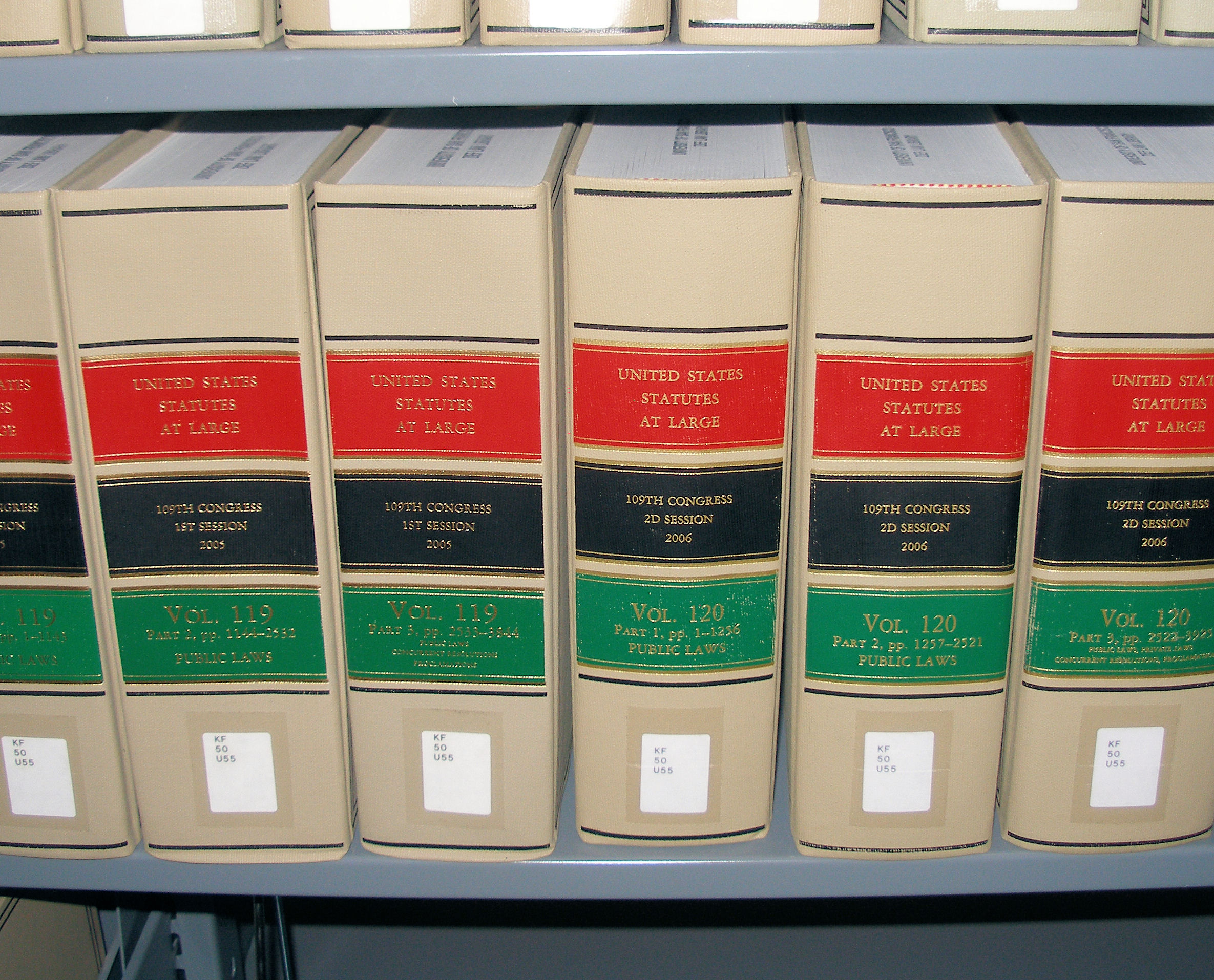
Великий звід законодавства Сполучених Штатів

Великий звід законодавства Сполучених Штатів, англ. United States Statutes at Large, відоміший як Великий звід, англ. Statutes at Large, скороч. Stat. — офіційне джерело американського законодавства, прийнятого Конгресом США.
Усі прийняті закони після підписання Президентом США вносяться архіваріусом США у Великий звід у хронологічному порядку. Оскільки пошук по Великому зводу вкрай ускладнений, у 1926 було прийнято і з тих пір регулярно оновлюється Кодекс Сполучених Штатів, у якому федеральне законодавство згруповано за тематикою, а ті, що втратили силу або змінені норми виключені або приведені у відповідність з останніми чинними законами. Тим не менш, офіційним джерелом права вважається саме Великий звід, тим більше, що практика показує небездоганність Кодексу, який може ігнорувати окремі норми.